# تسبیتس
تسهبیتس (به آلمانی: Zehbitz) یک منطقهٔ مسکونی در آلمان است که در زودلیشس آنهالت واقع شده‌است. تسهبیتس ۳۷۴ نفر جمعیت دارد.